# James Arthur (sångare)
James Andrew Arthur, född 2 mars 1988 i Middlesbrough, North Yorkshire, är en brittisk sångare, musiker och rappare som vann den nionde upplagan av brittiska The X Factor. Hans debutsingel, "Impossible" (ursprungligen av Shontelle), släpptes efter finalen och låg etta efter bara några timmar.

## Biografi
James föddes i Saltburn-by-the-Sea nära Middlesbrough, till föräldrarna Shirley Ashworth och Neil Arthur. Han bodde i Bahrain och studerade i British School of Bahrain innan han flyttade tillbaka till Storbritannien. Han har fyra syskon, Neil och Sian Arthur samt Jasmin och Neve Rafferty. Han har också en halvsyster, Charlotte Arthur. Han gick i skola i Ings Farm Primary School och Rye Hills School.

## Musikkarriär

### InnanX-Factor
Arthur hade tidigare skrivit och spelat in låtar som en osignerad artist. Under en kort tid var han huvudsångaren i det lokala bandet This Years Headlines där gitarristen Liam Drury utvecklade Arthurs gitarrfärdigheter. Han laddade upp sina låtar till Soundcloud och Youtube, inklusive ett album med titeln Sins by the Sea. I augusti 2012 släppte han albumet Hold On under namnet The James Arthur Project i samarbete med John McGough. Han släppte även en EP-samling med sitt James Arthur Band. Under året 2011 hade han testat vara med i The Voice UK och gick vidare till de sista 200 tävlande.

### 2012:X-Factor
Han imponerade stort på sin audition med en passionerad akustisk cover av jurymedlemmarna Tulisas låt Young. Innan sitt uppträdande förklarade James sitt traumatiska förflutna, inklusive perioder i vården och tid på gatorna efter splittringar inom hans familj. Efter den andra livesändningen drabbades Arthur av panikångest bakom scen. Han behandlades i studion där ambulanspersonal bestämde sig för att han inte behövde åka till sjukhuset, och blev skickad till sitt hotell för att vila. Arthur var i duell vecka 7 mot Ella Henderson, men räddades av folkets röster. Arthur vann brittiska X-Factor den 9 december med 53,7% av rösterna. Vinnarlåten var en cover på Shontelles låt Impossible.

## Diskografi

### Singlar
- 2012: "Impossible"
- 2016: "Can I Be Him"
- 2016: "Say you Won´t Let Go"